# Natsuiro High School: Seishun Hakusho
Natsuiro High School: Seishun Hakusho (夏色ハイスクル★青春白書?) es un videojuego de mundo abierto lanzado el 4 de junio de 2015 por D3 Publisher para PlayStation 3 y PlayStation 4. D3 Publisher describe oficialmente el juego como una "aventura de amor en la escuela secundaria de mundo abierto".

## Jugabilidad
El jugador es un chico de secundaria en la isla ficticia de Yumegashima (夢ヶ島?), Japón. Este encontrará personas en la isla que darán misiones, principalmente para tomar fotos de las bragas de las colegialas para un club de periodismo. Si se descubre que el jugador lo hace, será denunciado a la policía y detenido, o será llevado a la oficina del consejero de la escuela (si el jugador es sorprendido tomando fotos dentro de la escuela). 

## Desarrollo
El juego se anunció la entrega de Famitsu del 20 de noviembre de 2014. Aproximadamente una semana después, D3 Publisher publicó detalles sobre el esquema principal del juego y cuatro de sus heroínas. En la entrega de Famitsu del 4 de diciembre de 2014, se revelaron tres nuevos personajes femeninos. El 10 de diciembre de 2014, D3 Publisher subió el primer avance de Natsuiro High School en su canal oficial de YouTube, revelando la canción principal del juego, "Natsuiro Butterfly" (夏色バタフライ☆?)  de Megu&Tamaki. En febrero de 2015, la fecha de lanzamiento del juego, se revelaron trece nuevos personajes y sus actores de voz. El 15 de mayo de 2015 se lanzó un avance de ocho minutos. El juego se inspiró en el juego de acción de mundo abierto The Elder Scrolls V: Skyrim. El productor del juego es Nobuyuki Okajima.

## Música
El tema de apertura del juego es "Natsuiro Butterfly" (夏色バタフライ☆ lit. "Mariposa de verano"?) , mientras que su tema final es "Kioku no Naka no Regret" (記憶の中のリグレット lit. "Los recuerdos del arrepentimiento"?) , ambos por Megu&Tamaki. Las dos canciones fueron lanzadas junto con el juego el 4 de junio de 2015 en un sencillo doble A-side.

## Recepción y ventas
Los revisores de la revista japonesa de videojuegos Famitsu calificaron a Natsuiro High School con 30 de 40, según puntajes individuales de 8, 8, 8 y 6.  Las versiones de PlayStation 4 y PlayStation 3 del juego debutaron respectivamente en el número tres (13.868 unidades) y el número 10 (6.772 unidades) en las listas de ventas japonesas durante su semana de lanzamiento. La versión de PlayStation 4 encabezó la lista de ventas de descargas digitales de PlayStation Network durante su semana de lanzamiento, mientras que la versión de PlayStation 3 debutó en el cuarto puesto.